# John Farano

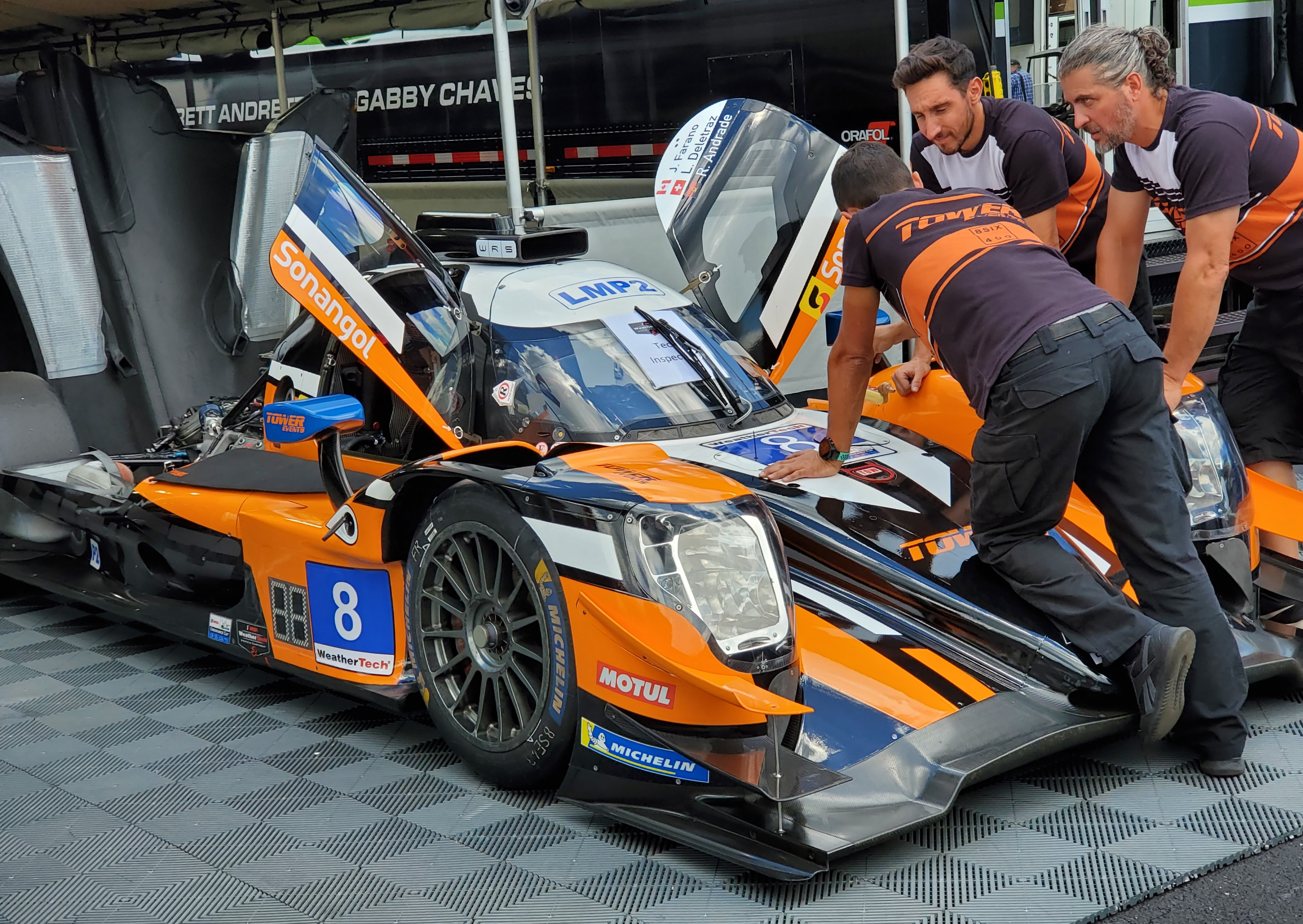
Der von John Farano gefahrene Oreca 07

John Farano (* 8. Dezember 1959 in Toronto) ist ein kanadischer Unternehmer und Autorennfahrer.

## Unternehmer
John Farano ist Eigentümer von Tower Events et Tower Scaffold Services Inc., einem Unternehmen, das große Tribünen und Gebäudegerüste errichtet.

## Karriere als Rennfahrer
John Farano startete ab 2008 als Amateurrennfahrer im nordamerikanischen und europäischen Sportwagensport. Er startete mehrmals beim 24-Stunden-Rennen von Daytona und dem 12-Stunden-Rennen von Sebring. Zweimal, 2021 und 2022, erreichte er in Daytona in einem Oreca 07 den siebten Rang im Schlussklassement und jeweils den zweiten Rang in der LMP2-Klasse. Sein größter Erfolg im internationalen Motorsport war der dritte Rang beim 12-Stunden-Rennen von Sebring 2023. 
2019 gab er sein Debüt beim 24-Stunden-Rennen von Le Mans, konnte sich aber nicht klassieren.

## Statistik

### Le-Mans-Ergebnisse
| Jahr | Team                    | Fahrzeug | Teamkollege | Teamkollege | Platzierung     | Ausfallgrund |
| ---- | ----------------------- | -------- | ----------- | ----------- | --------------- | ------------ |
| 2019 | RLR Msport Tower Events | Oreca 07 | Norman Nato | Arjun Maini | nicht klassiert |              |

### Sebring-Ergebnisse
| Jahr | Team                 | Fahrzeug      | Teamkollege       | Teamkollege              | Platzierung            | Ausfallgrund |
| ---- | -------------------- | ------------- | ----------------- | ------------------------ | ---------------------- | ------------ |
| 2020 | Starworks Motorsport | Oreca 07      | Mikkel Jensen     | David Heinemeier Hansson | Rang 10                |              |
| 2021 | Tower Motorsport     | Oreca LMP2 07 | Gabriel Aubry     | Timothé Buret            | Ausfall                | Unfall       |
| 2022 | Towner Motorsport    | Oreca 07      | Louis Delétraz    | Rui Andrade              | Ausfall                | Unfall       |
| 2023 | TDS Racing           | Oreca 07      | Scott McLaughlin  | Kyffin Simpson           | Rang 3 und Klassensieg |              |
| 2024 | Tower Motorsports    | Oreca 07      | Michael Dinan     | Charlie Eastwood         | Ausfall                | Unfall       |
| 2025 | Tower Motorsports    | Oreca 07      | Sebastián Álvarez | Sébastien Bourdais       | Rang 12                |              |

### Einzelergebnisse in der FIA-Langstrecken-Weltmeisterschaft
| Saison  | Team       | Rennwagen | 1   | 2   | 3   | 4   | 5   | 6   | 7   | 8   |
| ------- | ---------- | --------- | --- | --- | --- | --- | --- | --- | --- | --- |
| 2018/19 | RLR MSport | Oreca 07  | SPA | LEM | SIL | FUJ | SHA | SEB | SPA | LEM |
| 2018/19 | RLR MSport | Oreca 07  |     |     |     |     | DNF |     |     |     |